# 2009年航空
此條目列出2009年發生有關航空運輸的事件。

## 事件

### 1月
- 1月15日：發生全美航空1549號班機事故，沒有人受傷。
- 1月23日：雲南省騰衝市騰衝駝峰機場啟用。
- 1月27日：發生美國帝國航空8284號班機事故，導致機上2人受傷。

### 2月
- 2月12日：發生科爾根航空3407號班機空難，導致機上49人全部罹難，地面也有1人死亡。
- 2月25日：發生土耳其航空1951號班機空難，導致機上9人死亡86人受傷。

### 3月
- 3月20日：發生阿聯酋航空407號班機事故，沒有人受傷。
- 3月23日：發生聯邦快遞80號班機空難，導致機上2人死亡。

### 4月
- 4月26日：四川省甘孜藏族自治州甘孜康定機場啟用。

### 5月
- 5月20日：發生2009年印尼C-130運輸機空難，導致機上97人全部罹難，地面也有2人死亡，15人受傷。

### 6月
- 6月1日：發生法國航空447號班機空難，導致機上228人全部罹難。
- 6月4日：靜岡縣靜岡機場啟用。
- 6月30日：發生也門航空626號班機空難，導致機上152人死亡1人受傷。

### 7月
- 7月3日：發生2009年巴基斯坦陸軍米-17直升機空難，導致機上41人全部罹難。
- 7月15日：發生裏海航空7908號班機空難，導致機上168人全部罹難。
- 7月24日：發生阿利亞航空1525號班機空難，導致機上17人死亡19人受傷。

### 8月
- 8月1日：青海省玉樹藏族自治州玉樹巴塘機場啟用。
- 8月27日：黑龍江省伊春市伊春林都機場啟用。

### 9月
- 9月1日：黑龍江省大慶市大慶薩爾圖機場啟用。

### 10月
- 10月16日：黑龍江省雞西市雞西興凱湖機場啟用。

### 11月
- 11月28日：發生艾維特航空324號班機空難，導致機上3人死亡4人受傷。

### 12月
- 12月4日：恩菲達-哈馬馬特國際機場（英语：Enfidha–Hammamet International Airport）啟用。
- 12月15日：波音787進行首飛。
- 12月17日：香港國際機場T1衛星客運廊啟用。
- 12月19日：四川省成都市成都雙流國際機場第二條跑道啟用。
- 12月22日：發生美國航空331號班機事故，導致機上87人受傷。
- 12月25日：發生西北航空253號班機爆炸未遂事件，導致機上2人受傷。

### 未知何時
- ：塔溫陶勒蓋機場啟用。